# Salviano
Salviano (em latim: Salvianus) foi um escritor cristão do século V, nascido provavelmente em Colônia Agripinense (moderna Colônia) entre 400 e 405. Morreu em Massília (moderna Marselha) na década de 490 e é conhecido também como Salviano de Massília (em latim: Salvianus Massiliensis).

## Vida e obras
Salviano foi educado na escola de Tréveris e parece ter sido criado já um cristão. Suas obras parecem demonstrar uma especial predileção pelo estudo do direito, o que torna ainda mais provável que ele fosse nobre de nascimento a ponto de descrever suas relações como sendo "não desprezíveis em seu distrito e não obscuras na família". Seja como for, Salviano já era cristão quando se casou com Paládia, filha de pais pagãos chamados Hipácio e Quieta, cujo descontentamento ele provocou quando convenceu a esposa a se retirar com ele para um mosteiro distante, quase certamente o que foi fundado por São Honorato em Lérins. Por sete anos, não houve comunicação entre eles e a família até, enfim, Hipácio se converteu e Salviano escreveu-lhe uma tocante carta em seu nome, no de sua esposa e da pequena filha do casal, Aupicíola, implorando a renovação da antiga afeição. A carta toda é uma curiosa ilustração da censura de Salviano contra sua própria época em que os mais nobres dos homens imediatamente abandonavam toda a afeição por alguém que se tornasse um monge.
Foi presumivelmente em Lérins que Salviano conheceu Honorato (m. 429), Hilário (m. 449) e Euquério de Lugduno (m. 449). Que ele era amigo do primeiro e escreveu um relato sobre sua vida, sabemos através de Hilário. Salviano também foi tutor dos dois filhos de Euquério, Salônio e Verano, juntamente com Vicente de Lérins. Sendo sucessor de Honorato e Hilário na função, a data não pode ser maior que 426 ou 427, quando o primeiro foi chamado de volta a Arles, de onde convocou Hilário antes de morrer em 429.

## Obras posteriores
Salviano continuou a se relacionar com o pai e os filhos muito depois que os garotos deixaram seus cuidados; foi para Salônio, que era então bispo, que Salviano escreveu sua carta explanatória logo depois da publicação do tratado "Ad ecclesiam"; e foi para ele, uns anos depois, que dedicou sua grande obra, "De gubernatione Dei" ("O Governo de Deus"). Se os acadêmicos franceses estão corretos em atribuir a "Vita Honorati" de Hilário ao ano 430, Salviano, que ali é chamado de padre, já tinha provavelmente deixado Lugduno (moderna Lyon) e ido para Massília, onde sabe-se que passou os últimos anos de sua vida. Foi ali que provavelmente escreveu sua primeira carta - presumivelmente para Lérins - implorando para que comunidade ali receba um parente, o filho de uma viúva de Colônia que fora levado à pobreza absoluta pelas invasões bárbaras. Parece uma inferência justa presumir que Salviano tenha se livrado de todas as suas posses em favor da sociedade e tenha enviado seu parente para Lérins para receber ajuda. Já se conjecturou que Salviano tenha visitado Cartago, mas trata-se de mera inferência baseada nas minúcias que ele oferece sobre o estado da cidade pouco antes de sua queda para os vândalos. É provável que ele estivesse vivo em Massília quando Genádio escreveu, durante o papado de Gelásio (r. 492-496).

## Relatos sobre a queda do Império Romano do Ocidente
Das obras de Salviano ainda existem dois tratados intitulados respectivamente "De gubernatione Dei" (ou, mais corretamente, "De praesenti judicio") e "Ad ecclesiam", e uma série de nove cartas. Diversas outras obras mencionadas por Genádio, principalmente um poema "in morem Graecorum" sobre os seis dias da Criação ("Hexamerão") e certas homilias compostas para bispos, se perderam.

### De gubernatione Dei(De praesenti judicio)

Império Romano do Ocidente em 460

"De gubernatione Dei" ("Do Governo de Deus"), a magnum opus de Salviano, foi publicada depois da captura de Litório em Toulouse (439), um evento que ele alude claramente em vii.40 e depois da conquista vândala de Cartago no mesmo ano (vi.12), mas antes da invasão de Átila (451), pois Salviano fala dos hunos, mas não como inimigos do império, mas como soldados nos exércitos romanos (vii.9). As palavras "proximum bellum" parecem denotar um ano muito próximo depois de 439.
Na obra, que nos apresenta uma valiosa, ainda que preconceituosa, descrição da vida na Gália romana no século V, Salviano lida com o mesmo problema que estimulou a eloquência de Santo Agostinho e Paulo Orósio: por que estas misérias estavam afligindo o império? Poderia ser, como diziam os pagãos, por que sua época havia abandonado os deuses antigos? Ou era, como ensinava a doutrina semi-pagã de alguns cristãos, que Deus não interferia constantemente no mundo que criara (i.1)? Com os primeiros, Salviano não discutia (iii. 1) e aos últimos, respondia afirmando que "assim como um navegador jamais deixa o leme, assim também Deus jamais remove seus cuidados do mundo". Daí o nome do tratado.
Nos livros i e ii, Salviano tenta provar o constante governo de Deus, primeiro pelos fatos da história bíblica e, segundo, pela enumeração de textos especiais que declaram esta verdade. Tendo assim "lançado as fundações" de sua obra, Salviano declara no livro iii que a miséria do mundo romano é por causa da negligência aos mandamentos divinos e dos pecados terríveis de todas as classes da sociedade. Não era somente que os escravos são ladrões e fugitivos, bebedores de vinho e glutões - os ricos são piores (iv. 3). É sua severidade e cobiça que empurra os pobres para se juntarem aos bagaudas e correrem para se abrigar junto aos invasores bárbaros (v. 5 e 6). Em toda parte, os impostos são acumulados sobre os que mais precisam enquanto os ricos, que recebem parte do imposto, escapam comparativamente livres (v. 7). As grandes cidades foram abandonadas às abominações do circo e o teatro, locais indecentes segundo ele, e ali Minerva, Marte, Netuno e os deuses antigos ainda são venerados (vi. 11; cf- vi. 2 and viii. 2).
Em seu relato, Salviano conta que Trier foi quase destruída pelos bárbaros e ainda assim a primeira petição dos poucos nobres que sobreviveram foi o re-estabelecimento do circo e dos jogos como forma de remediar a cidade arruinada (vi. 15). Ele considerava ainda piores as iniquidades de Cartago, que ultrapassavam mesmo a libertinagem aberta da Gália e da Hispânia (iv. 5); mas o pior de tudo para Salviano era ter que ouvir homens jurando "por Cristo" que cometeriam crimes (iv. 15). Finalmente, seria o mais forte dos argumentos dos ateus se Deus deixasse este estado das coisas sem punição (iv. 12) - especialmente entre os cristãos, cujo pecado, uma vez que apenas eles tinham as Escrituras, era pior que o dos bárbaros, mesmo se igualmente mau (v.2). Segundo Salviano, o fato era que estes tinham pelo menos algumas virtudes misturadas aos vícios enquanto os romanos eram completamente corruptos (vii. 15; iv. 14). 
Aos pecados dos romanos, Salviano contrasta a castidade dos vândalos, a piedade dos godos e as rudes virtudes dos francos, saxões e outras tribos que, embora arianas (heréticas) ou pagãs, Deus está dando como recompensa o império (vii. 9, II, 21). É curioso que Salviano não demonstra o mesmo ódio contra estes bárbaros heterodoxos como seria comum na Gália setenta anos depois. É, contudo, difícil creditar à maldade universal citada por Salviana especialmente quando se tem em conta os relatos contemporâneos de Símaco, Ausônio e Sidônio Apolinário.

### Ad ecclesiam
"Ad ecclesiam" trata de um tema explicado pelo seu título popular, "Contra avaritiam" ("Contra a Avareza"). Ela recomenda fortemente a doação de esmolas meritosa pela Igreja e foi citada mais de uma vez em "De gubernatione". Salviano publicou-a sob o heterônimo "Timóteo" e explicou seus motivos para fazê-lo em uma carta ao seu antigo pupilo, Salônio. 
Trata-se de uma obra notável por que, em alguns pontos, parece recomendar aos pais que não deixem nada como herança aos filhos alegando que é melhor para eles passar necessidade neste mundo do que condenar os pais no próximo (iii. 4). Salviano é muito claro no dever da abnegação, a absoluta auto-negação, no caso das virgens sagradas, padres e monges (ii. 8-10).

## Edições
"Ad ecclesiam" foi impressa pela primeira vez em "Antidoton" de Sichard (Basileia, 1528); "De gubernatione", por Brassicari (Basileia, 1530). As duas apareceram depois em um volume em Paris (1575). Pithoeus acrescentou "variae lectiones" e as primeiras sete cartas (Paris, 1580); Ritterhusius fez várias emendas conjecturais (Altorf, 1611) e Baluze, muitas mais baseadas na autoridade dos manuscritos (Paris, 1663–1669). 
Várias outras edições apareceram entre os séculos XVI e XVIII, todas agora superadas pelas edições de Karl Felix Halm (Berlim, 1877) e F. Pauly (Viena, 1883). 

### Manuscritos
Os dois mais antigos manuscritos de "De gubernatione" são do século X (Cod. Paris, no. 13 385) e XIII (Bruxelas, 10 628); de "Ad ecclesiam", do século X (Paris, 2 172) e XI (Paris, 2 785); da epístola IX, do século IX (Paris, 2 785); da epístola VIII, do século VII ou VIII (Paris, 95 559) e do século X e XI (Paris, 12 237 e 12 236). Das primeiras sete epístolas, existe apenas um manuscrito, que está parte em Berna (no. 219), parte em Paris (no. 3 791). 
As obras de Salviano foram reimpressas (depois de Baluze) na Patrologia Latina de Migne, vol. liii. 

## Atribuição
- "Salvianus" na edição de 1913 da Enciclopédia Católica (em inglês).  Em domínio público.